# Laohugang (köpinghuvudort i Kina, Heilongjiang Sheng, lat 46,74, long 125,58)
Laohugang (kinesiska: 老虎岗, 老虎岗镇) är en köpinghuvudort i Kina. Den ligger i provinsen Heilongjiang, i den nordöstra delen av landet, omkring 140 kilometer nordväst om provinshuvudstaden Harbin. Antalet invånare är 26 466. Befolkningen består av 12 967 kvinnor och 13 499 män. Barn under 15 år utgör 14,0 %, vuxna 15-64 år 79 %, och äldre över 65 år 6,0 %.
Runt Laohugang är det ganska tätbefolkat, med 120 invånare per kvadratkilometer. Laohugang är det största samhället i trakten. Trakten runt Laohugang består till största delen av jordbruksmark.
Genomsnittlig årsnederbörd är 762 millimeter. Den regnigaste månaden är juli, med i genomsnitt 231 mm nederbörd, och den torraste är januari, med 5 mm nederbörd.